# Handling (aviação)
Handling (abreviação de Ground Handling Services), também conhecido como serviços de suporte em solo, é uma designação  que abrange todos os serviços prestados em terra para apoio às aeronaves, passageiros, bagagem, carga e correio. Estes serviços podem ser prestados pelos próprios aeroportos ou por empresas externas. Caso este serviço seja prestado pelas companhias aéreas aos seus próprios aviões, e passageiros, designa-se por self-handling.

## Serviços prestados
No Handling são serviços de apoio às aeronaves, aos passageiros e tratamento de carga, bagagens e correio.

### Aeronaves

#### Serviços derampa
Nos serviços de "rampa" incluem-se:
- manutenção de rotina;
- parqueamento;
- carregamento e descarregamento de bags, pax e cargo;
- fornecimento de energia;
- de-icing (remoção de neve e gelo);
- pushback;
- abastecimento de combustível e óleo;
- catering (abastecimento de alimentos e bebidas);
- limpeza dos aviões (interior e exterior).

#### Operações de voo
Nos serviços de Handling auxiliares às operações de voo incluem-se:
- load-control (informação do número de passageiros, bagagem e peso total do avião, para um correcto equilíbrio do mesmo);
- comunicações e controlo aéreo;
- planeamento dos voos e tripulações (pilotos; assistentes de bordo).

### Passageiros

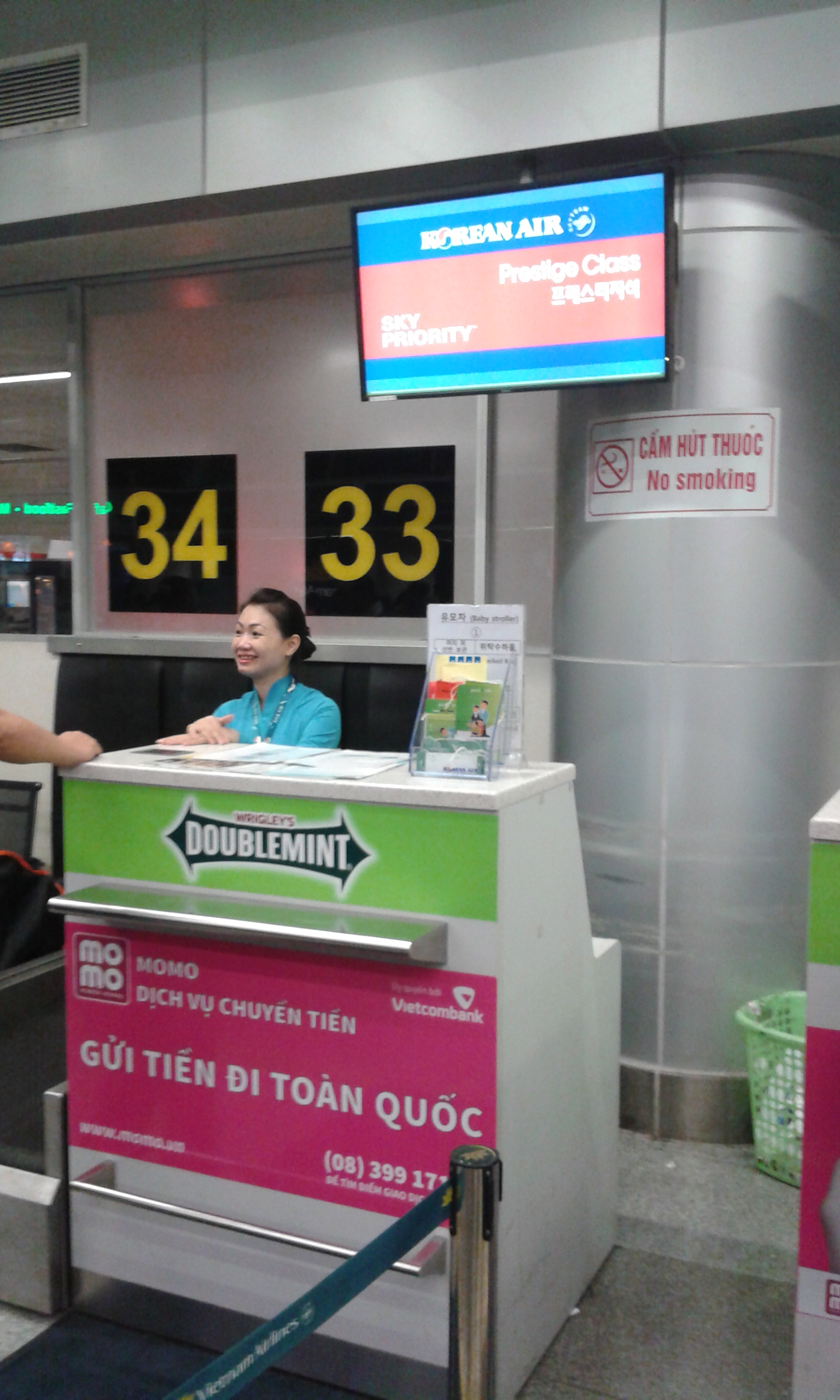
balcões de check-in

Os serviços destinados aos passageiros são:
- check-in;
- balcões de venda de bilhetes;
- raio-x de bagagem;
- sala de espera (lounge);
- controlo de bagagens;
- transporte de passageiros do avião para os terminais (e vice-versa).

### Carga e correio
- entrada e saída nos porões das aeronaves;
- controlo alfandegário.